# Kanibalizem
Kanibalízem pomeni prehranjevanje s pripadniki lastne biološke vrste in se običajno nanaša na prehranjevanje ljudi s človeškim mesom (kar imenujemo tudi ljudožêrstvo ali antropofagíja). Kanibalizem so v preteklosti pripisovali mnogim plemenom in rasam, a je obseg, v katerem se je dejansko pojavljal in bil družbeno preganjan, v antropologiji močno sporna tema. Nekateri antropologi trdijo, da skorajda ni obstajal in obravnavajo poročila o njem zelo skeptično, drugi pa menijo, da je bil v preddržavnih družbah to ustaljen običaj.
Obstajajo nezanesljive trditve, da je bil kanibalizem splošno razširjen med lakoto v Ukrajini v 30. letih 20. stoletja, nadalje med obleganjem Leningrada v drugi svetovni vojni ter med kitajsko državljansko vojno ter velikim korakom naprej na Kitajskem.